# Alice Stone Blackwell
Alice Stone Blackwell   (Nova Jersey i Orange, 14 de setembre de 1857 - Cambridge, 15 de març de 1950) fou una poeta, escriptora, protofeminista i sufragista americana, editora d'un periòdic americà líder en els drets de les dones.